# Wien-Umgebung
Het voormalige politieke district Bezirk Wien-Umgebung in de Oostenrijkse deelstaat Neder-Oostenrijk was een district in het oosten van Neder-Oostenrijk, rondom de hoofdstad Wenen. Het district was klein in oppervlakte, maar relatief dichtbevolkt. Er wonen ongeveer 100.000 mensen. Het district bestond uit een aantal gemeenten, die hieronder zijn opgesomd. Het politieke district is per 1 januari 2017 opgeheven. De gemeenten in dit district zijn op 1 januari 2017 bij aangrenzende districten gekomen.

## Gemeenten en bijbehorende plaatsen
- Ebergassing (hoort sinds 1 januari 2017 bij district Bruck an der Leitha)
  - Ebergassing, Wienerherberg
- Fischamend (hoort sinds 1 januari 2017 bij district Bruck an der Leitha)
  - Fischamend-Dorf, Fischamend-Markt
- Gablitz (hoort sinds 1 januari 2017 bij district Sankt Pölten-Land)
- Gerasdorf bei Wien (hoort sinds 1 januari 2017 bij district Korneuburg)
  - Gerasdorf, Seyring
- Gramatneusiedl (hoort sinds 1 januari 2017 bij district Bruck an der Leitha)
- Himberg (per 1 januari 2017 bij district Bruck an der Leitha)
  - Gutenhof, Himberg, Pellendorf, Velm
- Klein-Neusiedl (hoort sinds 1 januari 2017 bij district Bruck an der Leitha)
- Klosterneuburg (hoort sinds 1 januari 2017 bij district Tulln)
  - Höflein an der Donau, Kierling, Klosterneuburg, Kritzendorf, Maria Gugging, Weidling, Weidlingbach
- Lanzendorf (hoort sinds 1 januari 2017 bij district Bruck an der Leitha)
- Leopoldsdorf (hoort sinds 1 januari 2017 bij district Bruck an der Leitha)
- Maria Lanzendorf (hoort sinds 1 januari 2017 bij district Bruck an der Leitha)
- Mauerbach (hoort sinds 1 januari 2017 bij district Sankt Pölten-Land)
  - Hainbuch, Mauerbach, Steinbach
- Moosbrunn (hoort sinds 1 januari 2017 bij district Bruck an der Leitha)
- Pressbaum (hoort sinds 1 januari 2017 bij district Sankt Pölten-Land)
  - Au am Kraking, Pfalzau, Pressbaum, Rekawinkel
- Purkersdorf (hoort sinds 1 januari 2017 bij district Sankt Pölten-Land)
- Rauchenwarth (hoort sinds 1 januari 2017 bij district Bruck an der Leitha)
- Schwadorf (hoort sinds 1 januari 2017 bij district Bruck an der Leitha)
- Schwechat (hoort sinds 1 januari 2017 bij district Bruck an der Leitha)
  - Kledering, Mannswörth, Rannersdorf, Schwechat
- Tullnerbach (hoort sinds 1 januari 2017 bij district Sankt Pölten-Land)
  - Irenental, Tullnerbach-Lawies, Untertullnerbach
- Wolfsgraben (hoort sinds 1 januari 2017 bij district Sankt Pölten-Land)
- Zwölfaxing (hoort sinds 1 januari 2017 bij district Bruck an der Leitha)

## Opheffing
De Landdag van Neder-Oostenrijk heeft op 24 september 2015 officieel besloten het district Wien-Umgebung per 1 januari 2017 op te heffen. Dit plan bestond al lang en er is veel studie naar verricht. In het plan van 24 september 2015 zijn nog enkele wijzigingen op eerdere plannen aangebracht. De gemeenten Gablitz en Mauerbach komen bij het district Sankt Pölten-Land en niet bij het district Tulln zoals eerder gepland was. Evenzo komt Gerasdorf bij het district Korneuburg en niet bij Gänserndorf. Ten slotte komen Lanzendorf, Maria Lanzendorf en Leopoldsdorf bij het district Bruck an der Leitha en niet bij Mödling.